# Репертуар Белгородского театра кукол

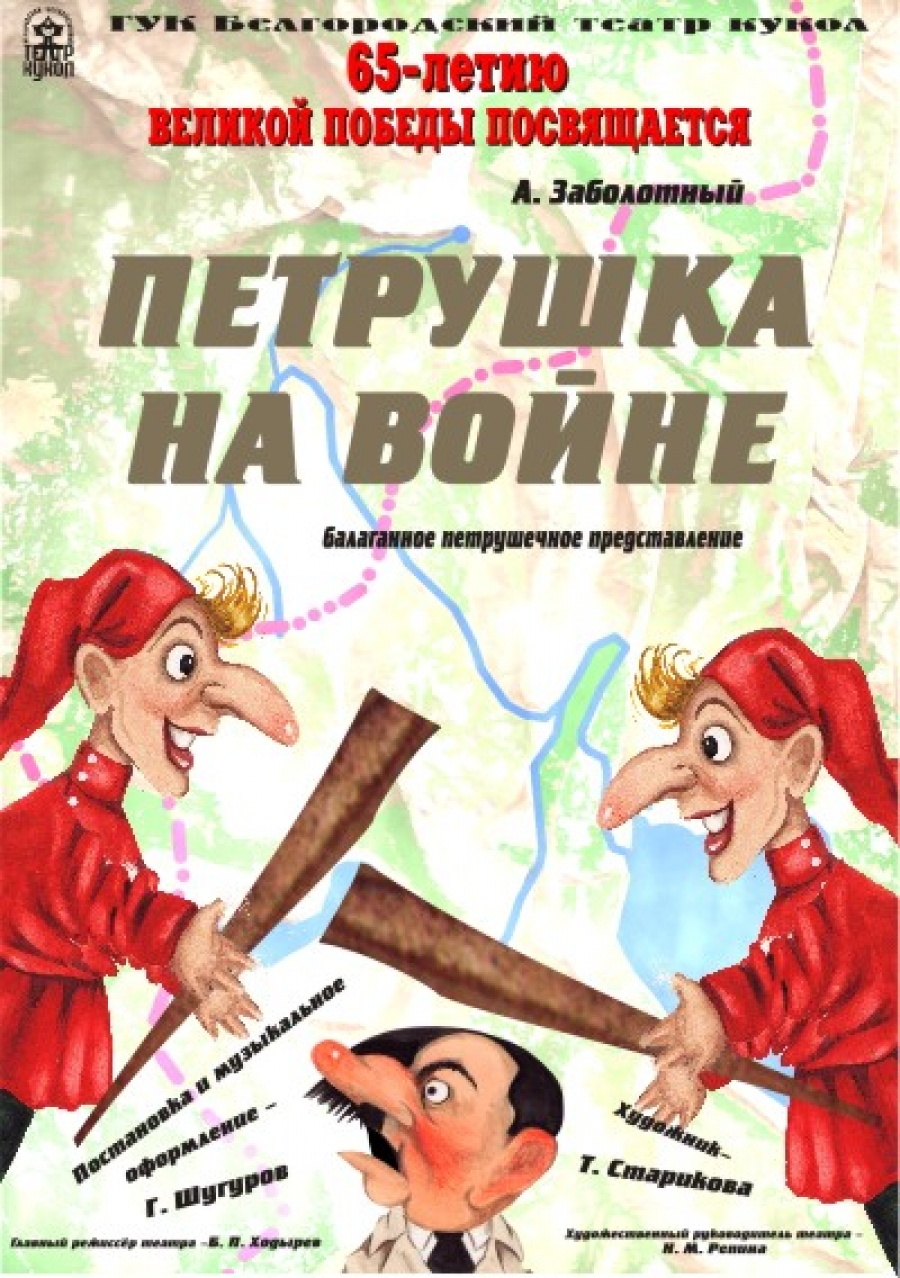
Афиша Белгородского театра кукол

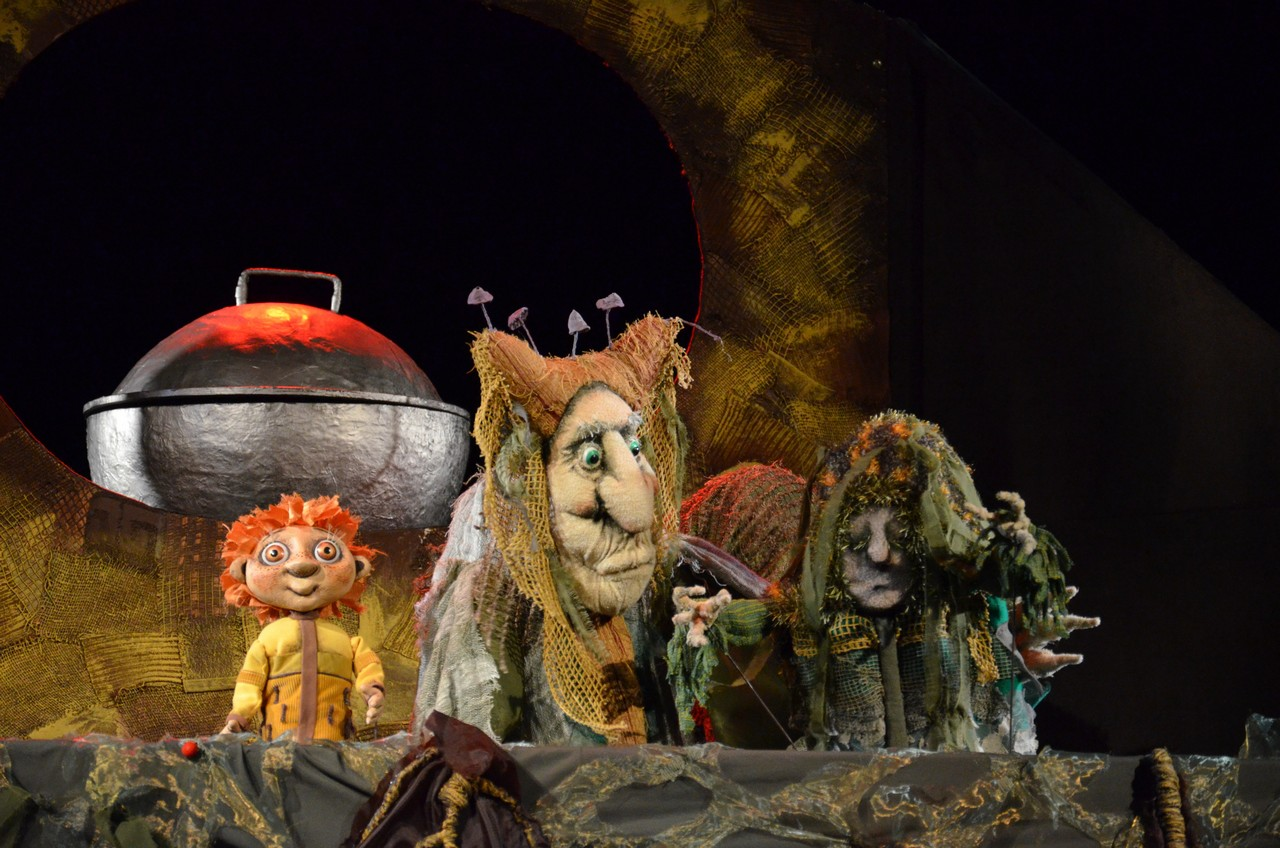
Спектакль «Терёшечка»

Репертуар Белгородского театра кукол с момента создания до настоящего времени.
Это не полный список репертуара Белгородского театра кукол. Полный список восстановить пока не удалось.

## XX век
1989
- «Дикий». Автор пьесы: В. Синакевич; режиссёр-постановщик: И. Лебедева; художник-постановщик: Н. Сычёва; дата премьеры: июль 1989 г.

1990
- «Не садись на пенёк». Автор пьесы: М. Садовский; режиссёр-постановщик: И. Лебедева; художник-постановщик: В. Урман; дата премьеры: 16.09.1990 г.
- «Военная тайна». Автор пьесы: А. Гайдар; режиссёр-постановщик: И. Лебедева; художник-постановщик: А. Семенович; композитор: Л. Сухорукова; дата премьеры: октябрь 1990 г.
- «Алёнушка и солдат». Автор пьесы: В. Лифшиц, И. Кичанова; режиссёр-постановщик: И. Лебедева, художник-постановщик: Н. Варламова; композитор: А. Щербаков; дата премьеры: декабрь 1990 г.

1991
- «Необычная погоня». Автор пьесы: Ю. Литвинов; режиссёр-постановщик: В. Карпов, художник-постановщик: Т. Беседина; композитор: А. Щербаков; дата премьеры: 17 июня 1991 г.
- «Теремок». Автор пьесы: Н. Шавва; режиссёр-постановщик: Ю. Литвинов, художник-постановщик: Н. Алутина. А. Вольховский; композитор: Т. Литвинова; дата премьеры: 11 октября 1991 г.
- «Морозко». Автор пьесы: М. Шуринова; режиссёр-постановщик: В. Дерягин, художник-постановщик: А. Гончарова; композитор: на подборе; дата премьеры: 30 ноября 1991 г.

1992
- «Волшебная сила». Автор пьесы: Б. Папазов; режиссёр-постановщик: В. Руденко, художник-постановщик: Ю. Давыдюк; композитор: Ю. Давыдюк; дата премьеры: март 1992 г.
- «Старая история». Автор пьесы: Х. К. Андерсен; режиссёр-постановщик: И. Лебедева, художник-постановщик: Ю. Давыдюк; композитор: Ю. Давыдюк; дата премьеры: 14 ноября 1992 г.
- «Клочки по заулочкам». Автор пьесы: Г. Остёр; режиссёр-постановщик: И. Лебедева, художник-постановщик: И. Бабанов; композитор: Ю. Мишин; дата премьеры: 12 декабря 1992 г.

1993
- «Золушка». Автор пьесы: Е. Шварц; режиссёр-постановщик: И. Лебедева, художник-постановщик: Ю. Давыдюк; композитор: на подборе; дата премьеры: май 1993 г.
- «Голубой ёжик». Автор пьесы: А. Папеску; режиссёр-постановщик: И. Лебедева, художник-постановщик: А. Лукомский; композитор: Ю. Мишин; дата премьеры: 23 октября 1993 г.
- «Кум да кума». Автор пьесы: И. Бабанов; режиссёр-постановщик: И. Лебедева, художник-постановщик: И. Бабанов; композитор: на подборе; дата премьеры: декабрь 1993 г.
- «Путешествие пингвинят». Автор пьесы: Б. Априлов; режиссёр-постановщик: И. Лебедева, художник-постановщик: А. Лукомский; композитор: Л. Сухорукова; дата премьеры: декабрь 1993 г.

1994
- «Любовь дона Перлимплина». Автор пьесы: Ф.-Г. Лорка; режиссёр-постановщик: В. Козлов, художник-постановщик: Н. Топорова; композитор: на подборе; дата премьеры: 2 апреля 1994 г.
- «Братец Кролик и бр. Лис». Автор пьесы: Д. Харрис; режиссёр-постановщик: Б. Егоров, художник-постановщик: Ю. Давыдюк; композитор: Ю. Мишин; дата премьеры: 15 сентября 1994 г.
- «Кошкин дом». Автор пьесы: С. Маршак; режиссёр-постановщик: Я. Мер, художник-постановщик: Л. Борисовская; композитор: Г. Гладков; дата премьеры: 15 октября 1994 г.
- «Журавлиные перья». Автор пьесы: Д. Киносита; режиссёр-постановщик: И. Лебедева, художник-постановщик: А. Лукомский; композитор: Ю. Мишин; дата премьеры: 6 ноября 1994 г.

1995